# Tahir Djide
Muhammad Tahir Djide (* 14. April 1939 in Sidenreng Rappang; † 4. September 2009) war ein indonesischer Badmintontrainer.

## Karriere
Djide revolutionierte das Training im indonesischen Badminton, als er 1971 zum Nationaltrainer des Landes berufen wurde. Seine Equipes, als „Magnificent Seven“ berühmt, siegten 1973, 1976 und 1979 dreimal in Folge im Thomas Cup, der Weltmeisterschaft für Herrenmannschaften. Er trainierte Einzelspieler wie Rudy Hartono, Liem Swie King und Iie Sumirat, aber auch Doppelstars wie Tjun Tjun, Johan Wahjudi, Christian Hadinata und Ade Chandra. Er führte Icuk Sugiarto zum Weltmeistertitel, aber auch die Weltmeister Ardy Wiranata und Taufik Hidayat zitieren Tahir Djide in ihren Danksagungen.
Djide erhielt im August 2000 für seine Verdienste die Mahaputra-Pratama-Medaille vom Präsidenten Abdurrahman Wahid. Am 1. März 2008 beendete er nach 37-jähriger Tätigkeit offiziell seine Karriere als Trainer.
Er starb am 4. September 2009 an Leberkrebs.